# Smučarski skoki na Zimskih olimpijskih igrah 2014 - moški velika skakalnica ekipno
Smučarski skoki na Zimskih olimpijskih igrah 2014 - moški ekipno skakalnica ekipno. Zmagala je nemška reprezentanca, drugo mesto je osvojila avstrijska, tretje pa japonska.

## Rezultati
|      |                        |                                                                                           | 1. serija                     | 1. serija                     | 1. serija | Finale                        | Finale                        | Finale | Skupaj                         |
| Uvr. | Št.                    | Država                                                                                    | Dolžina (m)                   | Točke                         | Uvr.      | Dolžina (m)                   | Točke                         | Uvr.   | Točke                          |
| ---- | ---------------------- | ----------------------------------------------------------------------------------------- | ----------------------------- | ----------------------------- | --------- | ----------------------------- | ----------------------------- | ------ | ------------------------------ |
| 1 !  | 11 11–1 11–2 11–3 11–4 | Nemčija · Andreas Wank · Marinus Kraus · Andreas Wellinger · Severin Freund               | 533,0 132,0 136,5 133,0 131,5 | 519,0 123,2 136,1 125,3 134,4 | 1         | 528,0 128,0 134,5 131,0       | 522,1 125,5 132,0 133,9 130,7 | 2      | 1041,1 248,7 268,1 259,2 265,1 |
| 2 !  | 12 12–1 12–2 12–3 12–4 | Avstrija · Michael Hayböck · Thomas Morgenstern · Thomas Diethart · Gregor Schlierenzauer | 527,5 134,0 129,0 136,0 128,5 | 516,5 127,7 124,3 136,0 128,5 | 2         | 528,0 130,0 133,5 132,5 132,0 | 521,9 130,4 129,9 130,2 131,4 | 3      | 1038,4 258,1 254,2 266,2 259,9 |
| 3 !  | 8 8–1 8–2 8–3 8–4      | Japonska · Reruhi Šimizu · Taku Takeuči · Daiki Ito · Noriaki Kasai                       | 524,0 132,5 127,0 130,5 134,0 | 507,5 127,8 117,9 130,3 131,5 | 3         | 527,5 131,5 130,0 132,0 134,0 | 517,4 132,6 120,5 127,0 137,3 | 4      | 1024,9 260,4 238,4 257,3 268,8 |
| 4    | 9 9–1 9–2 9–3 9–4      | Poljska · Maciej Kot · Piotr Żyła · Jan Ziobro · Kamil Stoch                              | 513,5 131,5 121,0 130,5       | 489,2 125,0 107,2 127,8 129,2 | 4         | 529,0 129,0 132,0 133,0 135,0 | 522,6 126,8 126,3 129,7 139,8 | 1      | 1011,8 251,8 233,5 257,5 269,0 |
| 5    | 10 10–1 10–2 10–3 10–4 | Slovenija · Jurij Tepeš · Robert Kranjec · Jernej Damjan · Peter Prevc                    | 515,0 133,0 120,5 128,0 133,5 | 488,2 127,1 103,9 119,5 137,7 | 5         | 524,0 126,5 131,0 130,5 136,0 | 507,4 121,2 121,9 125,3 139,0 | 5      | 995,6 248,3 225,8 244,8 276,7  |
| 6    | 7 7–1 7–2 7–3 7–4      | Norveška · Anders Bardal · Anders Fannemel · Anders Jacobsen · Rune Velta                 | 511,0 137,5 129,5 119,0 125,0 | 486,0 137,7 123,4 111,5 113,4 | 6         | 522,0 133,0 130,5 125,5       | 504,7 134,8 125,4 125,8 118,7 | 6      | 990,7 272,5 248,8 237,3 232,1  |
| 7    | 6 6–1 6–2 6–3 6–4      | Češka · Jakub Janda · Antonín Hájek · Roman Koudelka · Jan Matura                         | 504,0 131,0 128,0 122,5       | 476,0 123,3 121,4 122,1 109,2 | 7         | 516,5 127,5 131,0 130,5 127,5 | 491,8 121,6 126,1 118,0       | 7      | 967,8 244,9 247,5 248,2 227,2  |
| 8    | 5 5–1 5–2 5–3 5–4      | Finska · Anssi Koivuranta · Jarkko Määttä · Olli Muotka · Janne Ahonen                    | 505,5 129,5 128,5 123,0 124,5 | 461,5 120,8 117,1 113,2 110,4 | 8         | 512,0 130,0 124,0 126,0 132,0 | 481,3 126,5 110,5 114,1 130,2 | 8      | 942,8 247,3 227,6 227,3 240,6  |
| 9    | 4 4–1 4–2 4–3 4–4      | Rusija · Ilmir Hazetdinov · Aleksej Romašov · Dimitrij Vasiljev · Denis Kornilov          | 487,5 121,0 124,5 123,5 118,5 | 422,3 102,1 108,5 113,2 98,5  | 9         | —                             | —                             | —      | 422,3 102,1 108,5 113,2 98,5   |
| 10   | 2 2–1 2–2 2–3 2–4      | ZDA · Peter Frenette · Nick Fairall · Anders Johnson · Nicholas Alexander                 | 479,0 113,0 120,5 119,0 126,5 | 402,5 84,2 102,0 101,9 114,4  | 10        | —                             | —                             | —      | 402,5 84,2 102,0 101,9 114,4   |
| 11   | 1 1–1 1–2 1–3 1–4      | Južna Koreja · Kang Chil-ku · Kim Hyun-ki · Choi Heung-chul · Choi Seo-woo                | 476,5 116,5 126,0 117,0       | 402,0 91,2 113,5 99,5 97,8    | 11        | —                             | —                             | —      | 402,0 91,2 113,5 99,5 97,8     |
| 12   | 3 3–1 3–2 3–3 3–4      | Kanada · Trevor Morrice · Dusty Korek · Matthew Rowley · MacKenzie Boyd-Clowes            | 488,0 117,5 121,5 125,5 123,5 | 399,2 94,3 102,6 94,7 107,6   | 12        | —                             | —                             | —      | 399,2 94,3 102,6 94,7 107,6    |